# Lucie Begov
Lucie Begov (geboren 24. September 1901 in Wien; gestorben 9. Mai 1990 ebenda) war eine österreichische Schriftstellerin und Übersetzerin. Sie war Überlebende des Holocaust.

## Leben
Lucie Begov stammte aus einer jüdischen Gelehrten- und Kaufmannsfamilie. Sie besuchte die Schule in Budapest und in Wien. Begov arbeitete als Journalistin für Wiener und internationale Zeitungen und als Übersetzerin aus dem Ungarischen. 
Im Zweiten Weltkrieg floh sie in das bis 1943 italienisch besetzte Dalmatien, wo sie im Konzentrationslager Arbe interniert wurde. Im Frühjahr 1944 wurde sie aus dem vormaligen SHS-Staat in das KZ Triest und von dort in das KZ Auschwitz deportiert und überlebte die Haft.
Sie engagierte sich nach der Befreiung gegen den Antisemitismus in Österreich und war zwischen 1966 und 1973 Generalsekretärin der Aktion gegen den Antisemitismus.

## Schriften (Auswahl)
- Das verkannte Volk: die Judenfrage, ein christliches Problem. Einleitung Ernst Platz. Typographische Anstalt, Wien 1969.
- Der Antizionismus – Gefahr für Europa!  Zionistische Weltorganisation, Wien 1977.
- Mit meinen Augen: Botschaft einer Auschwitz-Überlebenden. Nachwort Simon Wiesenthal. Bleicher, Gerlingen 1983.